# Dídac de Cadis
Fray Diego José de Cádiz (Cadis, 30 de març de 1743 - Ronda, Màlaga, 24 de març de 1801) va ésser un frare de l'Orde dels Germans Menors Caputxins, asceta i predicador andalús. És venerat com a beat a l'Església catòlica com a beat Dídac Josep de Cadis.

## Vida
El seu nom era José Francisco López-Caamaño y García Pérez i havia nascut en una família il·lustre de Cadis. Va quedar orfe de mare a nou anys. Va anar a viure amb el seu pare a Grazalema (Cadis) i hi estudià gramàtica, i després lògica i metafísica al convent dels dominics de Ronda (Màlaga). Va ingressar com a novici a l'orde dels caputxins al seu convent de Sevilla, on va professar el 31 de març de 1759. En acabar el noviciat, va prendre el nom de Diego José de Cadis. Va ésser ordenat sacerdot a Carmona en 1766.
Va començar en 1771 a predicar pels pobles per tot Espanya, amb la intenció de reformar els costums i retornar al poble a la pràctica cristians. Promovia la pràctica de l'oració mental, les Quaranta Hores, el Via Crucis o el rosari. Va ésser el principal promotor de la devoció a la Mare de Déu com a Divina Pastora, que havia introduït el caputxí Isidor de Sevilla en 1703, arran d'una aparició en la qual Maria era vestida de pastora, amb una gaiata i voltada d'ovelles i xais, un dels quals és acaronat per ella, i que representa Crist. Va recórrer Andalusia i, després, Aranjuez, Madrid, i els pobles de la Manxa i Toledo; viatjà de Ronda a Barcelona, predicant al seu pas per Castella i Aragó i, en tornar, per València i Múrcia. De Sevilla anà a Extremadura i Portugal, i d'allí a Galícia i Astúries, tornant per Lleó i Salamanca. A Sevilla va fer servir la trona del Pati dels Tarongers de la Catedral, on només havien predicat els sants Vicent Ferrer, Francesc de Borja i Joan d'Àvila.
Va ésser nomenat qualificador de la Inquisició, teòleg, examinador i canonge en diverses diòcesis. La universitat de Granada li atorgà els títols de mestre en arts i doctor en teologia i cànons.

### Pensament
El seu pensament era reaccionari i s'oposava als corrents reformistes de l'Església, aferrat a la tradició i intransigent en matèria de doctrina i moral, enemic de qualsevol reforma. Ell mateix es considerava un enviat de Déu per retornar el poble a l'espiritualitat tradicional, i criticava la relaxació dels costums del poble, però sobretot de les classes dirigent, a les que acusava de deixar-se endur per les idees il·lustrades, que considerava negatives. La seva predicació s'anava radicalitzant cap a postures polítiques reaccionàries, advocant per un absolutisme on l'Estat estigués sotmès a la fe i al papa, i s'ataquessin les idees progressistes que venien d'Europa. A Madrid, en 1783, va predicar a la Cort, on va intentar corregir la conducta de la reina Maria Lluïsa de Parma. Quan Godoy va ésser nomenat privat, el frare va deixar la cort, desenganyat, i no volgué tornar-hi, arribant a dir: «No quiero que los reyes se acuerden de mí».
En el seu excés de zel moralitzant, va ésser acusat d'atacar públicament els privilegis de la Corona i d'haver injuriat personalitats importants en 1786 a Saragossa, on va fer una sèrie de conferències espirituals al clergat, atacant les opinions de l'economista Lorenzo Normante y Carcavilla i de la reformista Real Sociedad Económica Aragonesa de Amigos del País, arribant a denunciar Normante a la Inquisició per les seves idees progressistes. A Sevilla, dos anys abans, havia qüestionat l'apropiació estatal dels ingressos eclesiàstic i l'ús que se'n feia.
El Consell de Castella va suspendre el frare del dret a predicar i el va desterrar a Casares (Màlaga), fins que fou absolt, en bona part pel suport que tenia de sectors integristes de l'Església. Va propugnar una croada contra els revolucionaris francesos (1793-1795) i va influir en la guerra contra la Convenció (1793-1795) amb el seu llibre El soldado católico en guerra de religión (Barcelona, 1794), justificant la necessitat del combat per defensar la fe. Esdevingué el representant arquetípic de l'integrisme religiós que va caracteritzar l'Espanya del segle xix.

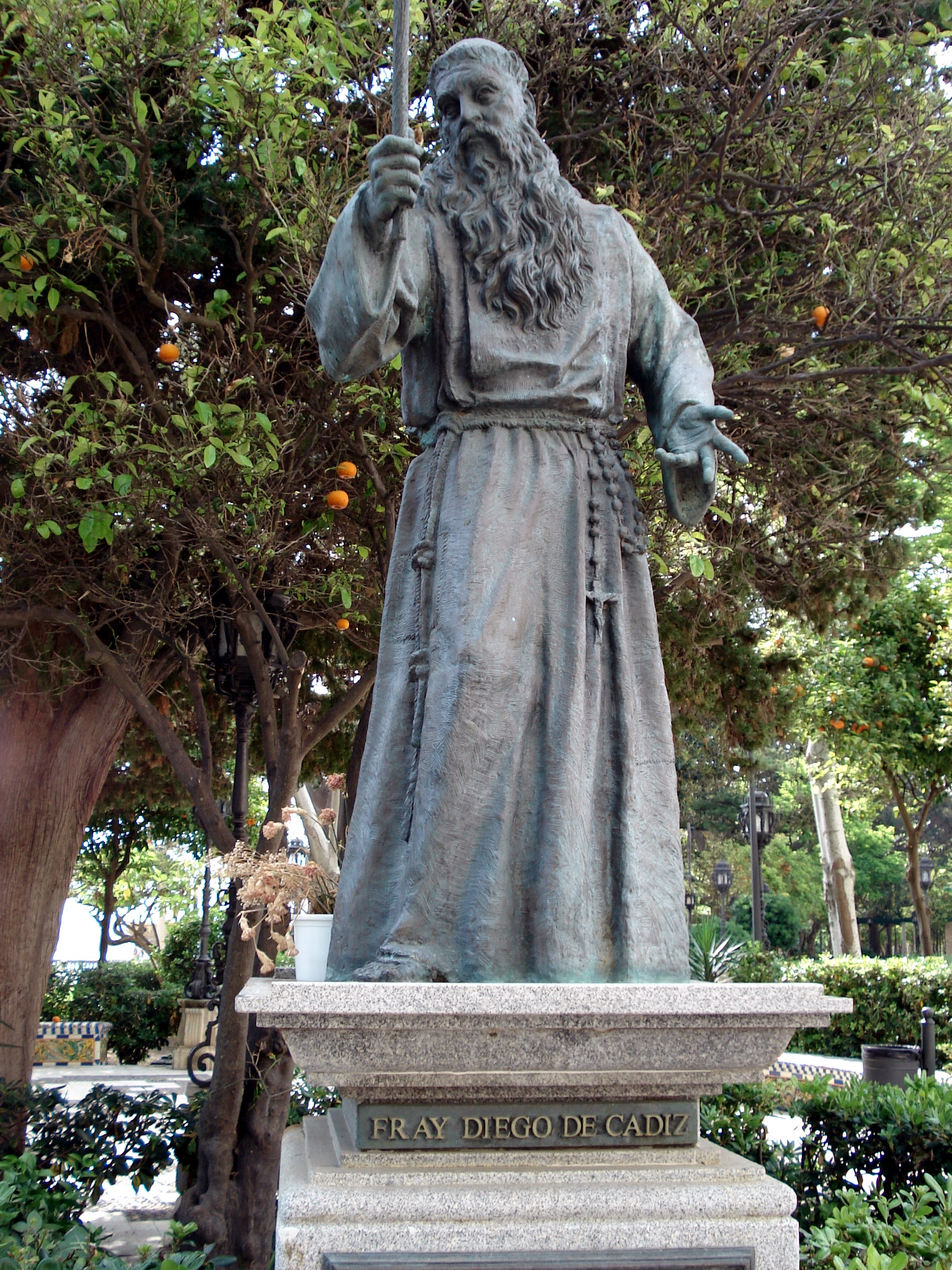
Estàtua al Baluarte de la Candelaria de Cadis, per Francisco Parra
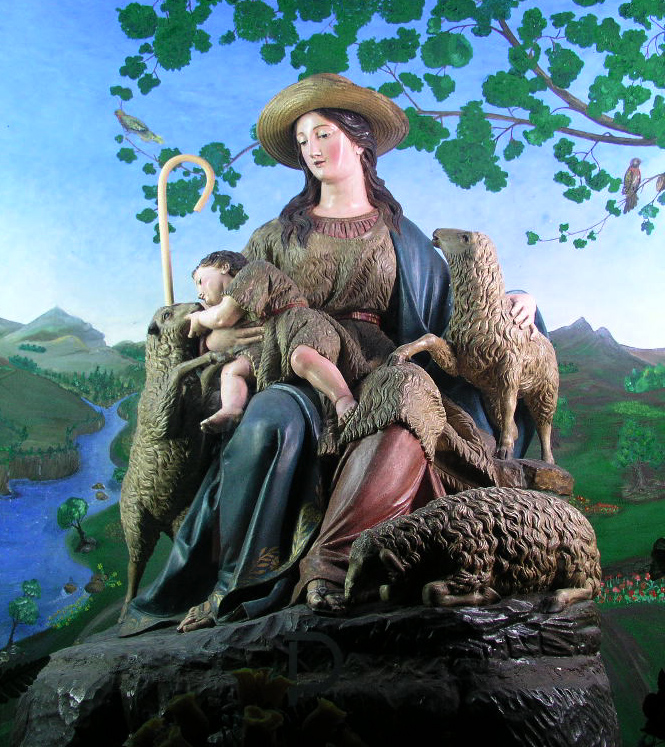
La Divina Pastora, advocació promoguda pel beat
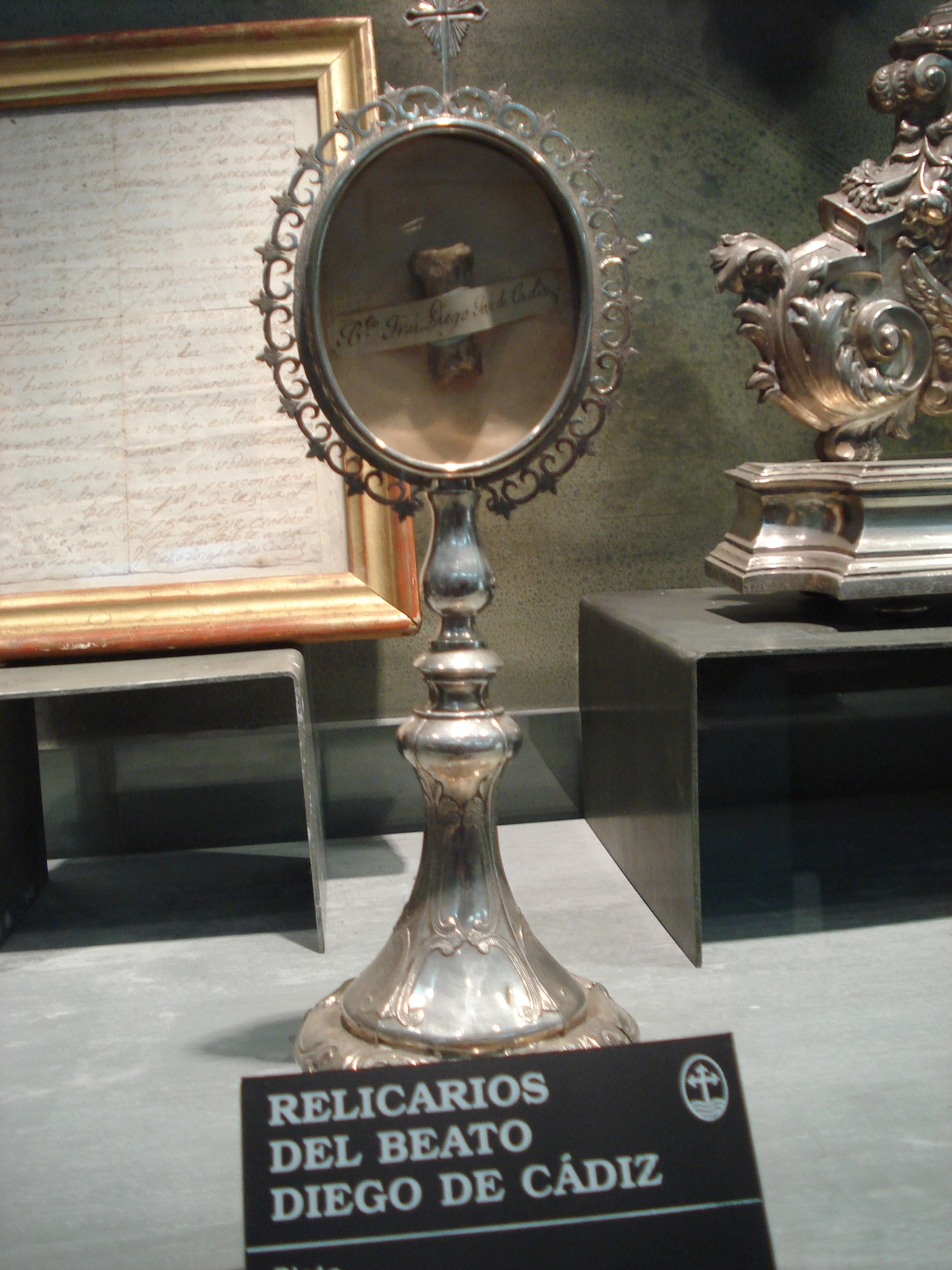
Relíques a la Catedral de Cadis
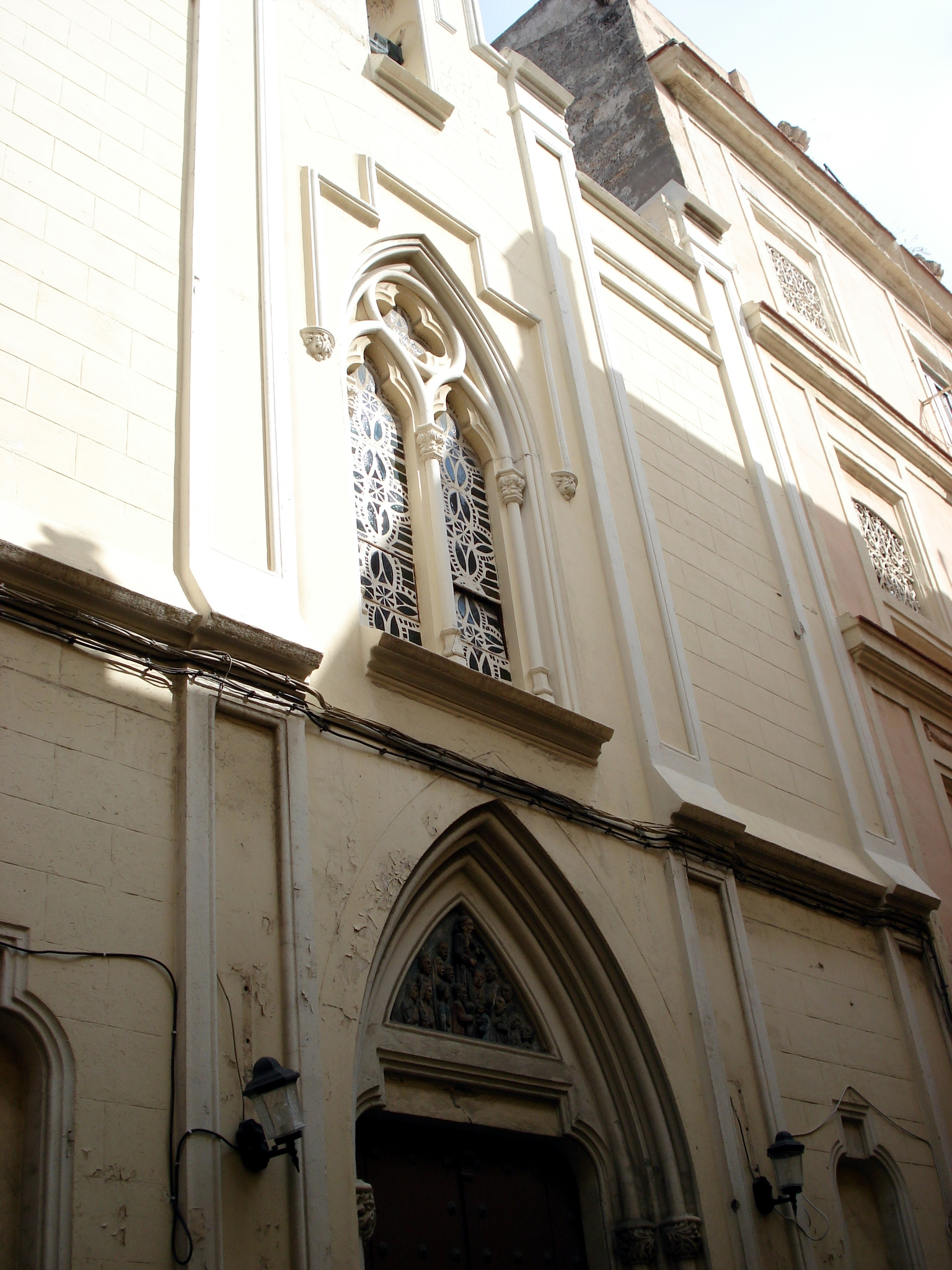
Capella del beat a la casa natal
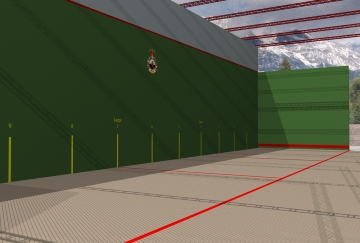
Frontispici de la capella, amb el beat predicant
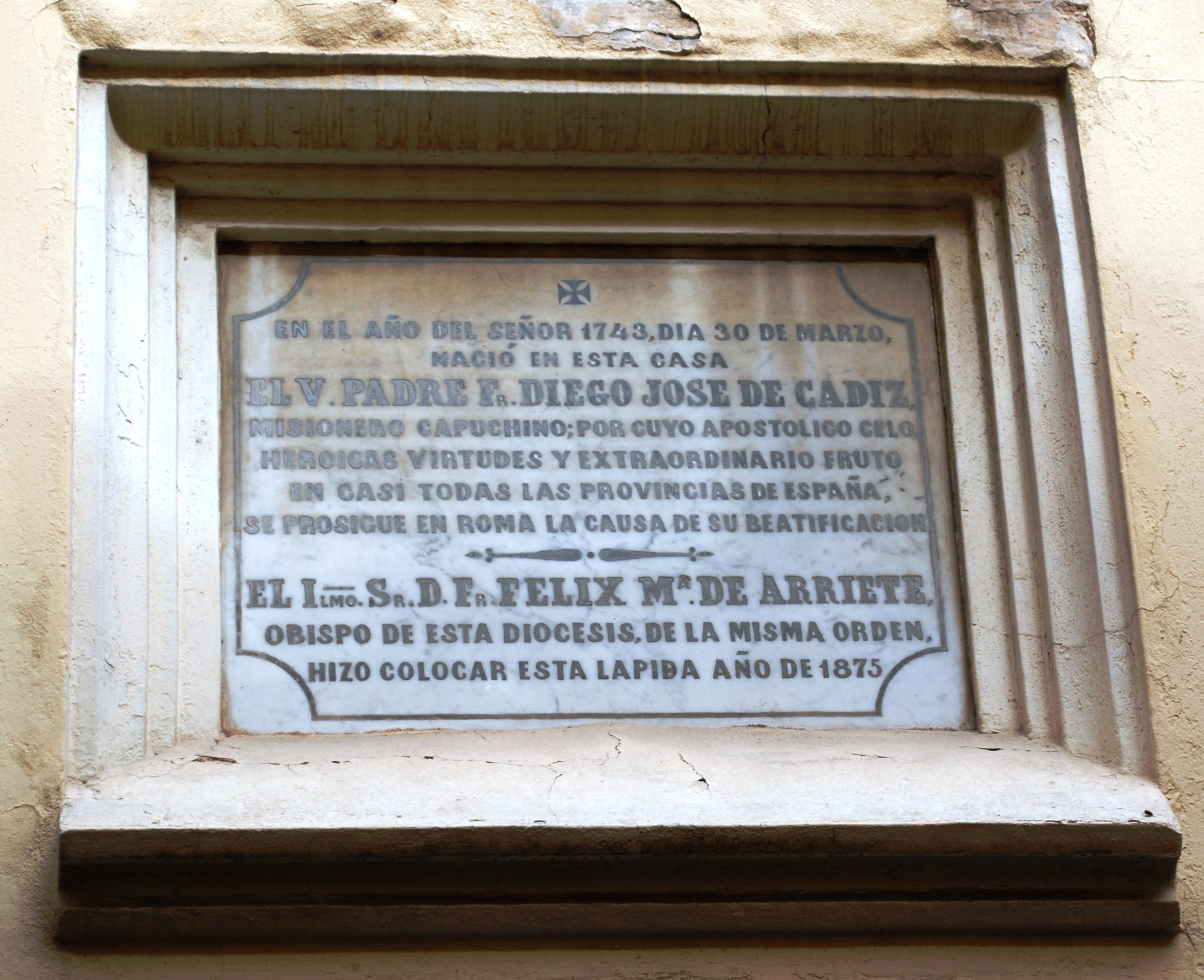
Làpida a la casa natal del beat (carrer Bendición de Dios) a Cadis

## Mort i obres
Va morir a Ronda (Màlaga) el 24 de març de 1801, als 58 anys, víctima de la febre groga, deixant nombroses obres escrites i cartes, a més d'uns tres mil sermons, editats en vuit volums. Entre la seva obra impresa, destaquen:
- Sermones y alocuciones.
- El ermitaño perfecto, vida de Sant Antoni abat.
- Carta del muy R.P. fray Diego de Cádiz, a una Sra., en respuesta a la consulta que le hizo sobre si son lícitos los bayles, habiéndole oído reprobar el bayle del bolero. 1792.
- Memorial al rey con motivo de la guerra contra la República francesa. 1794.
- Aljaba mística o modo de visitar a Jesús Sacramentado.
- El soldado católico, en forma epistolar per al seu nebot el soldat Antonio Jiménez Caamaño. 1794.

## Veneració
Va ésser beatificat per Lleó XIII en 1894. A la casa on havia nascut, s'aixecà en 1910 una capella, que avui ocupa la Hermandad del Prendimiento, i on es conserva la cambra on va néixer.
Cadis el va nomenar capellà major en 1776 i anualment li concedia 50 ducats en concepte d'almoina, que ell repartia entre els pobres. Les llegendes al voltant de la seva vida són abundants a Cadis. Així, un manobre va caure d'una bastida, però el beat, que passava per allí, va fer que caigués a terra sense fer-se mal; o que, en passar un sacerdot amb el viàtic, Diego no volgué agenollar-se ni descobrir-se i, en dir-li el sacerdot li digué que el copó estava buït, fet que va comprovar immediatament, o que un dia que predicava en la plaça, va començar a ploure en tota la ciutat menys en la plaça, perquè la gent no marxés.